# Hannes Haas
Hannes Haas (* 21. Juli 1957 in Leonding; † 20. März 2014 in Wien) war ein österreichischer Medien- und Kommunikationswissenschaftler.

## Leben
Hannes Haas studierte in Wien Publizistik- und Kommunikationswissenschaft, Germanistik sowie Theaterwissenschaft. Während seines Studiums arbeitete er auch als freier Mitarbeiter für den ORF und verfasste auch nach seinem Studium Beiträge in diversen Tageszeitungen. Seine Promotion erfolgte 1983.
1997 habilitierte er und wurde außerordentlicher Universitätsprofessor an der Universität Wien. 2001 wurde er Gastprofessor an der Universität Zürich. Von 2000 bis 2006 war er stellvertretender Institutsvorstand des Instituts für Publizistik- und Kommunikationswissenschaften der Universität Wien, von 2007 bis 2010 leitete er das Institut als Nachfolger von Universitätsprofessor Wolfgang R. Langenbucher. 2010 erhielt er die Professur für Journalismusforschung an der Fakultät für Sozialwissenschaften der Universität Wien. Im Jahr 2013 war er mit einer Studie zur Neuordnung der österreichischen Presseförderung beschäftigt.
Im März 2014 verstarb Hannes Haas nach kurzer, schwerer Erkrankung. Er wurde am Neustifter Friedhof bestattet. Zum Gedenken an den Medienwissenschaftler wurde 2014 erstmals im Rahmen des Förderpreises Medienforschung des Verbands österreichischer Zeitungen, mit dem herausragende Diplomarbeiten und Dissertationen prämiert werden, der Hannes-Haas-Nachwuchspreis ausgeschrieben und mit 2000 Euro dotiert.

## Werke
Herausgeber
- Mediensysteme: Struktur und Organisation der Massenmedien in den deutschsprachigen Demokratien (= Studienbücher zur Publizistik- und Kommunikationswissenschaft, Band 3). Wilhelm Braumüller Verlag, Wien 1987, ISBN 3-7003-0707-1
- Max Winter: Expeditionen ins dunkelste Wien. Meisterwerke der Sozialreportage. Picus Verlag, Wien 2006, ISBN 3-85452-493-5, ISBN 978-3-85452-493-9
- Mediensysteme im Wandel. Struktur, Organisation und Funktionen der Massenmedien (= Studienbücher zur Publizistik- und Kommunikationswissenschaft, Band 3). 3. Auflage, Wilhelm Braumüller Verlag, Wien 2002, ISBN 3-7003-1423-X

Autor
- mit Holger Rust: Kommunikationswissenschaft in Österreich. Zustand und Zukunft einer Schlüsseldisziplin. Literas-Universitäts-Verlag, Wien 1991, ISBN 3-85429-112-4
- Empirischer Journalismus: Verfahren zur Erkundung gesellschaftlicher Wirklichkeit. Böhlau Verlag, Wien Köln Weimar 1999, ISBN 3-205-99031-5